# Metil isoeugenol
Metil isoeugenol (isometileugenol) es un fenilpropanoide, el éter metílico de isoeugenol, se encuentra en ciertos aceites esenciales. Puede ocurrir como isómeros (E)- y (Z).
- Datos: Q27108981

1. ↑  Número CAS